# Tabea Willemsen
Tabea Willemsen (* 9. März 2001 in Köln) ist eine deutsche Schauspielerin.

## Leben
Im Alter von vier Jahren trat Willemsen in einer Eis-Werbung für den Kindersender Super RTL auf. Zur Schauspielerei kam sie durch die Kinder-Castingagentur Sunshine-Kids, die sie nach einem Fotoshooting zu einem Casting einlud. Im Alter von sechs Jahren wechselte sie zur Casting-Agentur le&la. Von da an spielte sie in Serien wie Der letzte Bulle, SOKO Köln, Stolberg und Knallerfrauen mit. Es folgten weitere Rollen in Filmen wie „Die Tote ohne Alibi“ (ZDF) oder „In den besten Jahren“ (ARD) neben Senta Berger. Mit acht Jahren verkörperte sie, als Tochter von Wotan Wilke Möhring, die Rolle Noel in dem Diplomfilm Quirk of Fate, der auf verschiedenen Festivals in den USA Preise gewann. 2011 wirkte sie im Kinofilm Pommes essen in einer der drei Hauptrollen mit, außerdem spielte sie 2012 in einer Edeka-Werbung.
Im Jahr 2013 wechselte sie nach sieben Jahren nochmals die Agentur und ist heute bei der Kinderagentur Starmoviekids. Seit dem Wechsel realisierte sie einige Projekte, darunter die DSDS-Werbung mit Beatrice Egli, die Werbung für das Spiel zur Show Das Supertalent, die RTL-NOW-Winterspots, eine Rolle im Film „Ein Mord mit Aussicht“, Mitwirkung bei Serien wie „Verbotene Liebe“ und „Unter uns“ und außerdem  einige Folgen der Serie „Alles was zählt“ in ihrer Rolle als „Emilia Schulte“. Zudem hatte sie Episodenrollen in Serien wie Bettys Diagnose (ZDF), Rentnercops (ZDF) und Die Chefin (ZDF). In der ZDF-Serie Merz gegen Merz verkörperte sie in der ersten Staffel die Rolle Amina an der Seite von Christoph Maria Herbst und Annette Frier.
Im April 2020 erschien die Serie „Deutscher“ (ZDFneo), in welcher sie die dauerhafte Rolle der Annette übernimmt.

## Filmografie (Auswahl)
- 2009: 112 – Sie retten dein Leben (Fernsehserie, 1 Folge)
- 2009: SOKO Köln (Fernsehserie, Folge Tod auf dem Rhein)
- 2009: Allein der Gedanke (Kurzfilm)
- 2010: Kommissar Stolberg (Fernsehserie, Folge Familienbande)
- 2010: Der letzte Bulle (Fernsehserie, Folge Das Runde muss ins Eckige)
- 2010: SOKO Köln (Fernsehserie, Folge Die Frau im hellen Mantel)
- 2011: Knallerfrauen (Fernsehserie)
- 2011: Quirk of Fate – Eine Laune des Schicksals
- 2012: Laim – Die Tote ohne Alibi
- 2012: Pommes essen
- 2014: Ein Mord mit Aussicht (Mehrteiler)
- 2015–2016: Alles was zählt (Fernsehserie)
- 2017: Er gehört zu mir.. (Kurzfilm)
- 2017: Rentnercops (Fernsehserie)
- 2018: Schmitz&Family (Fernsehserie, 1 Folge)
- 2018: Keiner schiebt uns weg
- 2018: Bettys Diagnose (Fernsehserie, Folge Liebe und Leidenschaft)
- 2019: Merz gegen Merz[2]
- 2020: Conny Krause
- 2020: Deutscher
- 2020: Die Chefin (Fernsehserie, Folge 63 Abgehängt)
- 2021: Die Bergretter (Fernsehserie, Folge Verbrannte Erde)
- 2022: Der Feind meines Feindes (Fernsehfilm)
- 2022: Morden im Norden (Fernsehserie, Folge 123 Reifeprüfung )
- 2022: Tonis Welt (Fernsehserie, Staffel 1 und 2)
- 2023: Reset